# Poole (Cheshire)
Pour les articles homonymes, voir Poole (homonymie).
Poole est une localité anglaise située dans le comté de Cheshire.